# پل ادواردز (بازیکن فوتبال، زاده ۱۹۸۲)
پل ادواردز (انگلیسی: Paul Edwards؛ زادهٔ ۱۰ نوامبر ۱۹۸۲) بازیکن فوتبال اهل بریتانیا است.
از باشگاه‌هایی که در آن بازی کرده‌است می‌توان به باشگاه فوتبال کرو آلکساندرا، باشگاه فوتبال ساوتپورت، و باشگاه فوتبال استافورد رانجرز اشاره کرد.